# Gigea
Gigea (en griego antiguo: Γυγαίη, lit. 'Ghygàie') fue hija de Amintas I y hermana de Alejandro I de Macedonia. Fue entregada en matrimonio por su hermano al general aqueménida Búbares., matrimonio que debió de celebrarse con posterioridad al año 498 a. C. Heródoto también menciona a un hijo de Búbares y Gigea, llamado Amintas, como su abuelo, a quien el rey aqueménida Jerjes I  (r. 486-465) confió el mando de la ciudad de Alabanda, en Caria.
Según la filóloga estadounidense Elizabeth Donnelly Carney, es poco probable que fuera su hermano Alejandro y no su padre Amintas, aún vivo y gobernante de Macedonia, quien concertara el matrimonio de Gigea.